# Zlatá Baňa
Zlatá Baňa (węg. Aranybánya) – wieś na Słowacji położona w kraju preszowskim, w powiecie Preszów. Pierwsza pisemna wzmianka o miejscowości pochodzi z roku 1550.